# Kamehameha (Dragon Ball)

Esquema da exceção de um ataque de energia fictício, inspirado no Kamehameha

Kamehameha (かめはめ波, pronúncia: «câme-râme-RÁ») é uma técnica de combate ficcional criada no mangá e anime Dragon Ball. É a técnica básica da Escola Tartaruga, criada pelo Mestre Kame (daí o seu nome). Consiste em reunir uma grande quantidade de energia ki nas mãos e liberá-la de uma só vez e, graças a isso, é possível reunir o dobro do poder de combate que o usuário possui. De acordo com seu o criador, o Mestre Kame, uma pessoa normal deve treinar 50 anos para dominar essa técnica lendária – e no entanto, Son Goku é capaz aprendê-la apenas vendo o mestre usá-lo para extinguir o fogo do Monte Fry-pan, além de vários outros personagens de Dragon Ball também a aprenderem muito rapidamente.